# Bundesstraße 311
Die deutsche Bundesstraße 311 (Abkürzung: B 311) führt von Ulm entlang der Donau über Ehingen (Donau) bis zur Anschlussstelle Geisingen an der A 81.

## Geschichte

### Ursprung
Seit 1760 wurde die Strecke zwischen Ulm, Villingen und Straßburg regelmäßig durch eine Postkutsche befahren. Kurz darauf wurden die südwestdeutschen Landwege zu Chausseen ausgebaut. Die Straße zwischen Meßkirch und Mengen über das Gögginger Ried entstand zwischen 1765 und 1767. Die Straße zwischen Ulm und Riedlingen wurde 1770 anlässlich der Brautreise von Marie Antoinette zur Kunststraße ausgebaut, die Strecke von Geisingen nach Tuttlingen um 1773. Das Menninger Heimatbuch berichtet von der Zunahme des Verkehrs in den Jahren 1856 bis 1874 von 22 auf 40 Zugtiere täglich. Im Jahr 2007 wurden im gleichen Streckenabschnitt bei Göggingen etwa 11.000 Fahrzeuge täglich gezählt.

### Frühere Strecken und Bezeichnungen
Das Verzeichnis der Landstraßen in Baden vom 1. Juli 1901 teilt die heutige Bundesstraße 311 in drei verschiedene Teilstrecken:
- Die badische Staatsstraße Nr. 58 zwischen Geisingen und Tuttlingen.
- Die badische Staatsstraße Nr. 62 zwischen Ulm und Schaffhausen führte ab Meßkirch über die heutige Bundesstraße 313 nach Stockach und von dort über die heutige Bundesstraße 34 nach Schaffhausen.
- Die badische Staatsstraße Nr. 99 zwischen Meßkirch und Tuttlingen endete nach 12,6 km an der badisch-württembergischen Grenze.

Die Trasse der heutigen Bundesstraße 311 überquerte mehrmals die badisch-württembergische Landesgrenze und trug deshalb vor Einführung des Reichsstraßennetzes 1934 verschiedene Nummern:
| Land         | Staatsstraße | Länge   | Verlauf                                                         |
| ------------ | ------------ | ------- | --------------------------------------------------------------- |
| Württemberg  | Nr. 47       | 45,0 km | Ulm – Riedlingen                                                |
| Württemberg  | Nr. 76       | 19,4 km | Riedlingen – Landesgrenze (– Meßkirch)                          |
| Hohenzollern | k. A.        | ?       | (Ulm –) Landesgrenze – Krauchenwies – Landesgrenze (– Meßkirch) |
| Baden        | Nr. 62       | ?       | (Ulm –) Landesgrenze – Meßkirch (– Stockach)                    |
| Baden        | Nr. 99       | 12,6 km | Meßkirch – Landesgrenze (– Tuttlingen)                          |
| Württemberg  | Nr. 80       | 10,4 km | (Meßkirch –) Landesgrenze – Tuttlingen                          |
| Württemberg  | Nr. 81       | 1,7 km  | Tuttlingen – Möhringen                                          |
| Baden        | Nr. 58       | 15,9 km | Möhringen – Geisingen                                           |

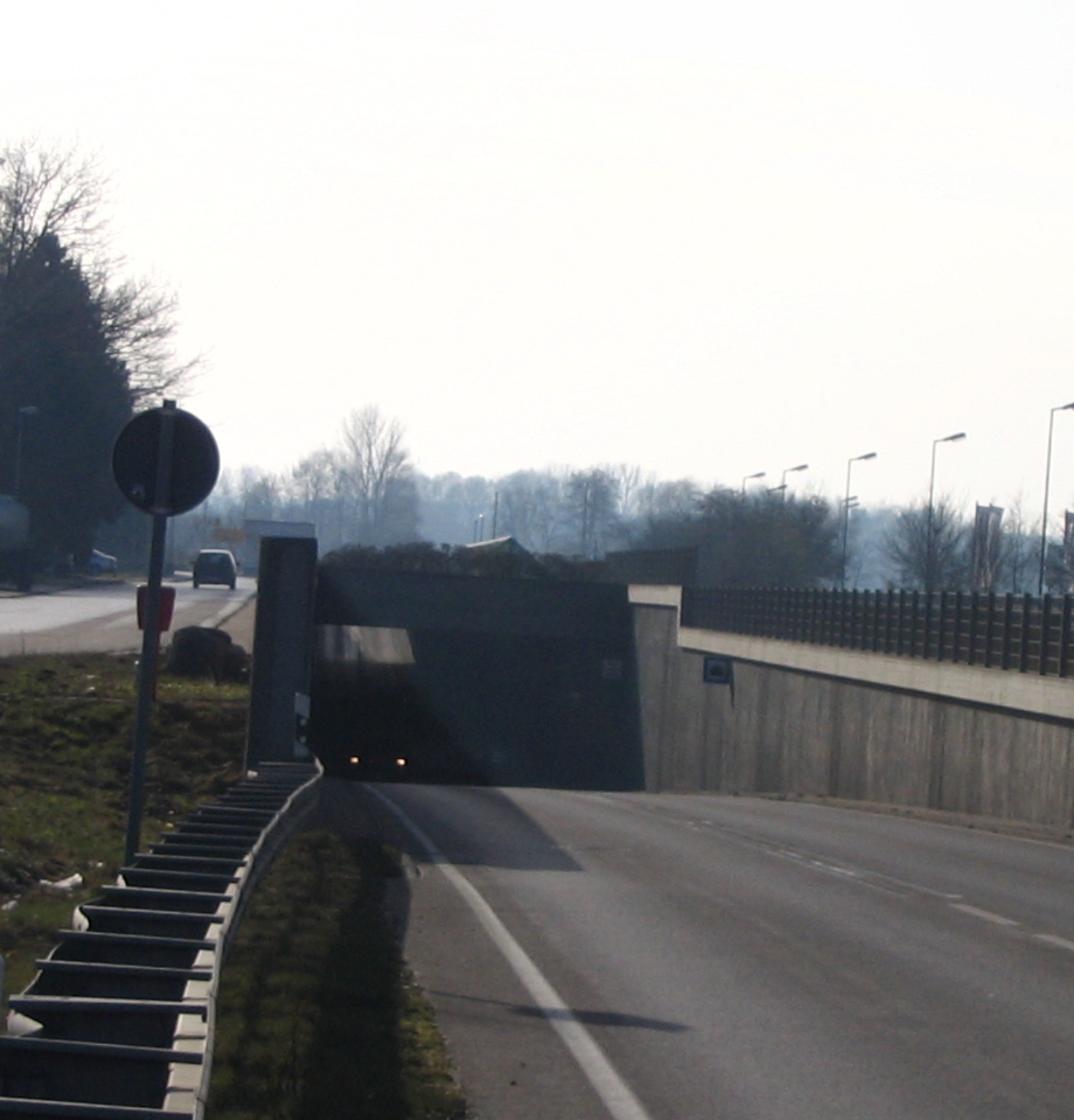
B-311-Tunnel der Ortsumgehung Ertingen

Die Reichsstraße 311 wurde um 1937 eingeführt und vereinte die oben genannten Streckenabschnitte zu einer durchgehenden Fernstraße.
In den 1970er Jahren wurde eine Autobahn von Freiburg nach Ulm entlang der heutigen B 311 und B 31 geplant (A 86). Das Projekt scheiterte jedoch im Schwarzwald zwischen Freiburg und Donaueschingen am Widerstand der Bevölkerung. Dadurch wurden auch die Planungen zwischen Donaueschingen und Ulm auf Eis gelegt. Bereits 1934 war eine „autobahnähnliche Straße“ von Ulm nach Freiburg in die mittelfristige Planung aufgenommen worden.

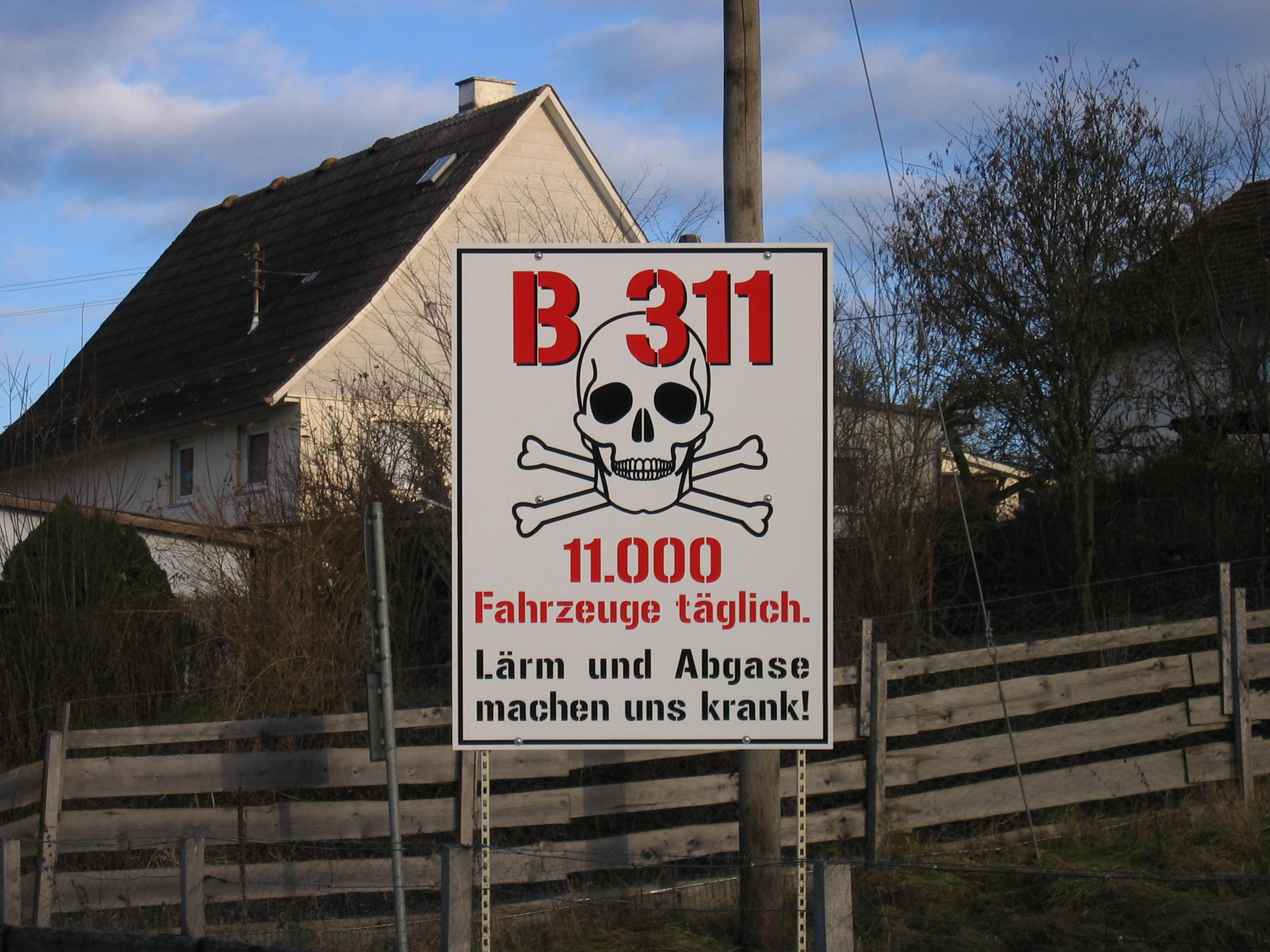
Protesttafel der Bürgerinitiative Göggingen an der B 311

Die Straße zählt heute zu den wichtigsten Ost-West-Verbindungen in Baden-Württemberg und ist dementsprechend stark befahren, vor allem auch durch Lkw, die zwischen dem Großraum München und Frankreich unterwegs sind. In jüngster Zeit wurden einige Teilabschnitte (vor allem Steigungsstrecken) dreispurig ausgebaut, um sichere Überholmöglichkeiten zu schaffen:
- Tuttlingen–Neuhausen ob Eck
- Meßkirch–Menningen
- Mengen–Herbertingen
- Herbertingen–Ertingen
- Ertingen–Riedlingen (mit dem Bau der Ertinger Umgehungsstraße)
- Riedlingen-Unlingen-Datthausen (seit August 2017 mit der Umgehung Unlingen)
- Datthausen–Obermarchtal
- Obermarchtal–Untermarchtal
- Ulm-Donautal–Ulm (vierspurig)

### Ersetzungen
Die Teilstrecke zwischen AS Geisingen (A 81) und Hüfingen wurde 1975 durch die B 31 ersetzt.

### Ausbau
Nach Eröffnung des Kreuzstraßentunnels in Tuttlingen am 17. Februar 2011 und der Einweihung der Umfahrung von Neuhausen ob Eck verlassen die B 14 und B 311 gemeinsam die Stadt Tuttlingen in Richtung Bodensee. Im Bereich von Emmingen-Liptingen zweigt die B 311 ab, umfährt jetzt Neuhausen ob Eck und trifft vor Worndorf auf die ursprüngliche Trasse.
Weitere Maßnahmen:
- Entlastungsstraße Rulfingen (eröffnet Mai 2012)
- Ortsumfahrung Herbertingen zusammen mit B 32, 6,8 km (eröffnet am 20. Dezember 2012)
- Ortsumfahrung Unlingen, 4,0 km (eröffnet am 25. August 2017)
- Neubau Kreuzungsbauwerk mit der B 465 in Ehingen (fertiggestellt)
- Neubau Kreuzungsbauwerk bei Untermarchtal (fertiggestellt)
- Neubau Donauviadukt Untermarchtal (Verkehrsfreigabe Oktober 2013)
- Querspange zwischen Donaurieden und Dellmensingen zur B 30, 7,6 km (eröffnet am 20. Dezember 2024)

### Planungen/Im Bau
- Ortsumfahrung Riedlingen, 3,0 km (in Planung, vordringlicher Bedarf)
- Verlegung der B 311 zwischen Sigmaringen und Mengen als B 311n – Nordtrasse (Antrag auf Aufnahme in den Bundesverkehrswegeplan)
- Ortsumfahrung Immendingen, 4,0 km (weiterer Bedarf)
- Ortsumfahrung Obermarchtal, 2,0 km (vordringlicher Bedarf)
- Ortsumfahrung Deppenhausen, 1,8 km (weiterer Bedarf)
- Ausbau zwischen Stetten und Ehingen (Donau) von zwei auf vier Fahrspuren, 5,2 km (weiterer Bedarf)
- Neubau mit vier Fahrspuren zwischen Ehingen (Donau) und Gamerschwang, 4,9 km (weiterer Bedarf)

### Überquerte Gewässer
Von Ost nach West:
- Der Erlenbach in Erbach
- Der Donaurieder Bach bei Donaurieden
- Die Schmiech in Ehingen
- Der Weiherbach in Ehingen
- Die Donau bei Untermarchtal
- Der Marchbach bei Obermarchtal
- Die Kanzach bei Unlingen
- Die Schwarzach bei Ertingen
- Der Krähenbach in Herbertingen
- Der Friedberger Bach zwischen Herbertingen und Mengen
- Die Ostrach zwischen Herbertingen und Mengen
- Die Ablach in Mengen (je zweimal die Mengener Ablach und einen Kanal der Ennetacher Ablach)
- Der Andelsbach in Krauchenwies
- Der Ringgenbach zwischen Göggingen und Menningen
- Die Ablach bei Meßkirch
- Der Talbach bei Meßkirch
- Die Donau bei Möhringen
- Die Donau bei Geisingen

## Ferienstraßen
Zwischen Ulm und Meßkirch führt die Oberschwäbische Barockstraße entlang der B 311.